# Encarsia tamaulipeca
Encarsia tamaulipeca is een vliesvleugelig insect uit de familie Aphelinidae. De wetenschappelijke naam is voor het eerst geldig gepubliceerd in 2002 door Myartseva & Coronado-Blanco.